# ソン・ヨンジェ (格闘家)
ソン・ヨンジェ（韓国語: 송영재, ラテン文字転写: Young Jae Song、1996年1月3日 - ）は、韓国の男性総合格闘家。韓国江原道出身。HAVAS MMA所属。初代AFCバンタム級王者。現AFCフェザー級暫定王者。

## 来歴
UFCやキム・ドンヒョンに憧れ、20歳でソウルに移りMMAを開始。2014年からアマチュアで経験を積み、2017年にプロデビュー。AFCバンタム級王座とAFCフェザー級暫定王座を獲得し、無敗のまま2024年にROAD TO UFCフェザー級トーナメントに出場。1回戦で初黒星を喫するも、同年11月にはAFCで勝利し再起を果たした。

### RIZIN
2025年5月31日、RIZIN初参戦となる、RIZIN WORLD SERIES in KOREAで元GLADIATORフェザー級王者の中原由貴と対戦し、2Rまで劣勢だったが3Rにバックハンドブローを当てて右ストレートで逆転KO勝ちを収めた。

## 戦績

### プロ総合格闘技
| 総合格闘技 戦績 | 総合格闘技 戦績 | 総合格闘技 戦績 | 総合格闘技 戦績 | 総合格闘技 戦績 | 総合格闘技 戦績 | 総合格闘技 戦績 |
| --------------- | --------------- | --------------- | --------------- | --------------- | --------------- | --------------- |
| 10 試合         | (T)KO           | 一本            | 判定            | その他          | 引き分け        | 無効試合        |
| 8 勝            | 7               | 1               | 0               | 0               | 1               | 0               |
| 1 敗            | 0               | 0               | 1               | 0               | 1               | 0               |

| 勝敗 | 対戦相手               | 試合結果                       | 大会名                                                           | 開催年月日     |
| ○    | 中原由貴               | 3R 1:29 KO（右ストレート）     | RIZIN WORLD SERIES in KOREA                                      | 2025年5月31日  |
| ○    | 高木亮                 | 1R 2:21 KO (パンチ)            | AFC 35: Knockout                                                 | 2024年11月16日 |
| ×    | 河名マスト             | 5分3R終了 判定0-3              | Road to UFC: Shanghai Episode 2 【フェザー級トーナメント一回戦】 | 2024年5月18日  |
| ○    | 清水俊一               | 1R 1:46 KO (パンチ)            | AFC29 【AFCフェザー級暫定タイトルマッチ】                        | 2023年12月8日  |
| ○    | ホアン・ミン・ダン     | 1R 0:20 KO（ボディブロー）     | AFC 28                                                           | 2023年9月16日  |
| ○    | ジン・スソ             | 3R 3:26 KO（パンチ）           | AFC 12: Hero of the Belt 【AFCバンタム級王座決定戦】             | 2019年6月10日  |
| ○    | ビクター・ジョージソン | 2R 2:49 KO（パンチ）           | AFC 9                                                            | 2018年12月17日 |
| ○    | ジン・スソ             | 1R 1:58 リアネイキッドチョーク | Angel's Fighting 6                                               | 2018年3月12日  |
| ○    | キム・デヨン           | 1R 0:35 KO（パンチ）           | Angel's Fighting 3                                               | 2017年4月29日  |
| △    | キム・ヨンホ           | 3分3R終了 判定ドロー           | KAMA - Korean All MMA Association 5                              | 2013年11月15日 |